# Таманно
Тама́нно — невеликий острів в Червоному морі в архіпелазі Дахлак, належить Еритреї, адміністративно відноситься до району Дахлак регіону Семіен-Кей-Бахрі.

## Географія
Розташований між островами Ду-Лахам на сході та Ентуведуль на заході. Має видовжену форму з потовщенням на півдні. Довжина — 2 км, ширина — 0,3-0,5 км. Острів повністю облямований кораловими рифами.